# Castro de Rei
Castro de Rei è un comune spagnolo di 5 850 abitanti situato nella comunità autonoma della Galizia.